# Cyornis unicolor
A Cyornis unicolor a madarak (Aves) osztályának verébalakúak (Passeriformes) rendjébe, ezen belül a légykapófélék (Muscicapidae) családjába tartozó faj.

## Rendszerezése
A fajt Edward Blyth angol zoológus írta le 1843-ban.

## Alfajai
- Cyornis unicolor diaoluoensis Cheng, Yang & Lu, 1981
- Cyornis unicolor harterti Robinson & Kinnear, 1928
- Cyornis unicolor unicolor Blyth, 1843[2]

## Előfordulása
Banglades, Bhután, Brunei, Hongkong, India, Indonézia, Kambodzsa, Kína, Laosz, Malajzia, Mianmar, Nepál, Thaiföld és Vietnám területén honos.
Természetes élőhelyei a szubtrópusi vagy trópusi síkvidéki és hegyi esőerdők, valamint cserjések. Állandó, nem vonuló faj.

## Megjelenése
Testhossza 16,5–18 centiméter, testtömege 16–19 gramm.
|  |

## Életmódja
Valószínűleg gerinctelenekkel táplálkozik.

## Természetvédelmi helyzete
Az elterjedési területe rendkívül nagy, egyedszáma viszont csökken, de még nem éri el a kritikus szintet. A Természetvédelmi Világszövetség Vörös listáján nem fenyegetett fajként szerepel.